# 16 juin
Pour les articles homonymes, voir Seize-Juin.
16 mai 16 juillet
Chronologies thématiques
- Croisades
- Ferroviaires
- Sports
- Disney
- Anarchisme
- Catholicisme

Abréviations / Voir aussi
- (° 1852) = né en 1852
- († 1885) = mort en 1885
- a.s. = calendrier julien
- n.s. = calendrier grégorien
- Calendrier
- Calendrier perpétuel
- Liste de calendriers
- Naissances du jour

Le 16 juin est le 167e jour, moins souvent le 168e, de l'année du calendrier grégorien ; il en reste ensuite 198.
Son équivalent était généralement le 28 prairial du calendrier républicain ou révolutionnaire français, officiellement dénommé jour du thym.

## Événements

### Vesiècle
455 : fin du sac de Rome par les Vandales.

### XIVesiècle
1373 : signature d'une alliance anglo-portugaise.

### XVesiècle
- 1426 : victoire hussite à la bataille d'Ústí nad Labem, pendant les croisades contre les Hussites.
- 1487 : bataille de Stoke.

### XVIIIesiècle
- 1775 : guerre d'indépendance des États-Unis, la « cloche de la liberté » sonne, pour l'appel du deuxième congrès continental des États-Unis d'Amérique[réf. nécessaire].
- 1776 :
  - les Américains, qui occupaient Montréal depuis la fin de l'été 1775, retournent aux États-Unis[1].
  - l'Espagne déclare la guerre à la Grande-Bretagne, en faveur des États-Unis (guerre d'indépendance des États-Unis).

### XIXesiècle
- 1812 : le Royaume-Uni, craignant la guerre, ordonne de cesser d'attaquer les navires des États-Unis[réf. nécessaire] (guerre de 1812).
- 1815 : batailles de Ligny et des Quatre Bras.
- 1858 : lors de la campagne électorale à Springfield, dans l'Illinois, pour le poste de sénateur des États-Unis, Abraham Lincoln fait son fameux discours A house divided against itself cannot stand (en), concernant la situation de l'esclavage aux États-Unis.
- 1859 : par une loi de ce jour, Paris s'agrandit encore, en englobant quatre communes voisines : La Villette, Belleville, Vaugirard et Grenelle.
- 1864 : les premiers soldats de l'armée confédérée du général Robert Lee traversent la rivière Potomac[réf. nécessaire] (guerre de Sécession).

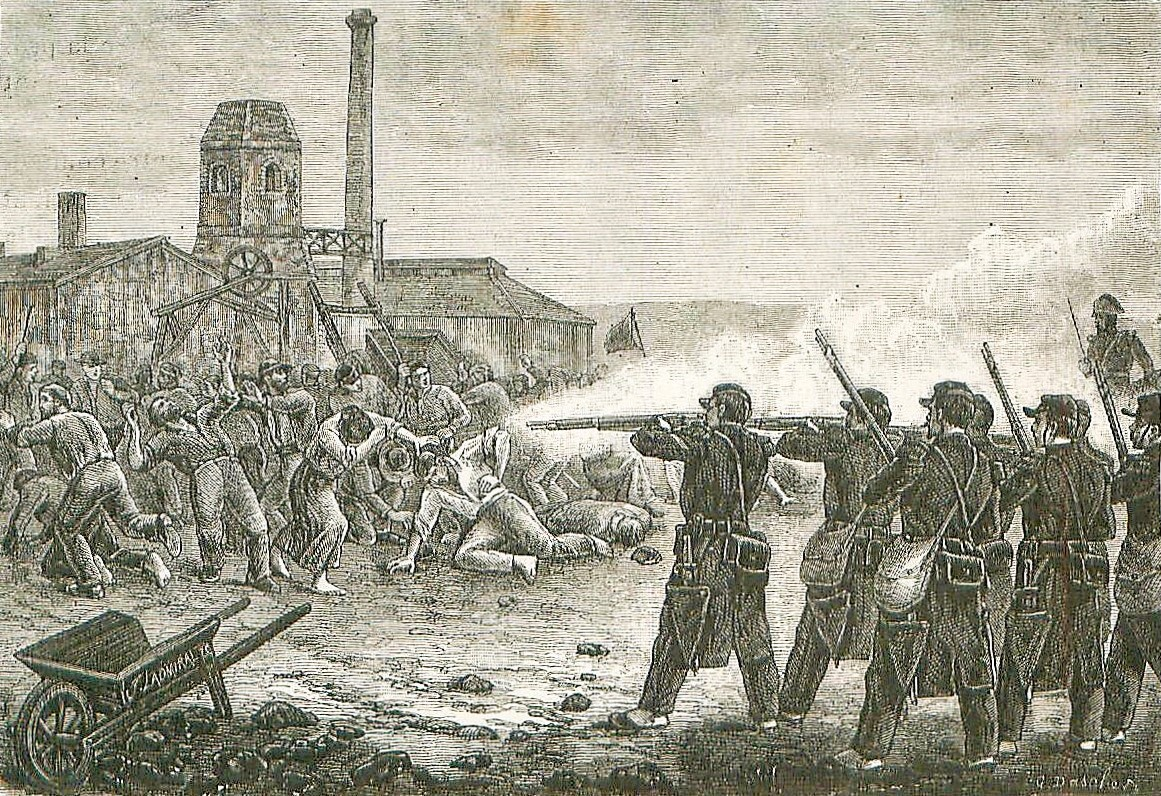
Civils et mineurs de fonds tués par l'infanterie lors de la fusillade du Brûlé à La Ricamarie, le 16 juin 1869.

- Civils et mineurs de fonds tués par l'infanterie lors de la fusillade du Brûlé à La Ricamarie, le 16 juin 1869.1869 : fusillade du Brûlé à la Ricamarie, en France. Lors d'une manifestation contre l'arrestation d'un groupe de mineurs de fond grévistes, la troupe tire sur la foule, faisant 14 morts dont un enfant de trois ans.
- 1881 : la loi Jules Ferry rend l'enseignement primaire gratuit en France.
- 1897 :
  - début de la ruée vers l'or en Alaska[2].
  - Le gouvernement des États-Unis signe un traité d'annexion avec Hawaii[3].

### XXesiècle
- 1940 :
  - démission du président du Conseil français Paul Reynaud ; Philippe Pétain lui succède.
  - Philippe Pétain demande au Royaume-Uni de libérer la France de l'obligation de ne pas signer d'armistice seule avec l'Allemagne.[réf. nécessaire]
  - Winston Churchill informe les membres du Commonwealth que si le Royaume-Uni a décidé de continuer la guerre seule, ce n’est pas par obstination, mais « une décision basée sur une évaluation de la vraie force de sa position ».[réf. nécessaire]
  - les représentants de la France à Washington permettent que les contrats d'achat de matériel de guerre, signés entre la France et les États-Unis, soient transférés au Royaume-Uni.[réf. nécessaire]
  - le sous-marin britannique HMS Grampus est coulé en Méditerranée, au large d'Augusta en Italie, par le torpilleur italien Circe, accompagné des Calliope, Clio et Polluce.
- 1941 :
  - la 7e brigade blindée britannique subit des pertes considérables face aux troupes du général allemand Erwin Rommel.[réf. nécessaire]
  - le destroyer de la France (de Vichy), Chevalier-Paul, est coulé près de la Syrie par les torpilles des avions de la RAF[4].
- 1943 :
  - le premier convoi pour l'invasion de la Sicile quitte les États-Unis.[réf. nécessaire]
- 1944 :
  - George VI visite les troupes alliées en Normandie[5].
  - les troupes du Xe Corps britannique libèrent Spolète, en Italie.[réf. nécessaire]
- 1946 : deuxième discours de Bayeux, prononcé par le général de Gaulle.
- 1953 : début des émeutes de 1953 en Allemagne de l'Est.
- 1955 : putsch contre le président argentin Juan Perón.
- 1976 : massacre de Soweto.

### XXIesiècle
- 2015 : soutenus par une coalition, les YPG kurdes et l’ASL prennent la ville stratégique de Tall Abyad à l’État islamique.
- 2019 : au Guatemala, a lieu le premier tour de l'élection présidentielle, afin d'élire le chef de l'État et le vice-président de la République. Elle se déroule en même temps que les élections législatives pour renouveler les 160 députés du Congrès guatémaltèque, ainsi que les élections municipales.
- 2020 :
  - la Corée du Nord fait exploser le Bureau de liaison intercoréen[6].
  - des affrontements meurtriers opposent des militaires des deux pays entre les Ladakh et Aksai Chin dans la vallée de Galwan à la frontière entre la Chine et l'Inde (20 militaires tués et 18 blessés)[7].
- 2021 : en Suisse, au Sommet entre les États-Unis et la Russie, une rencontre entre le président des États-Unis Joe Biden et le président russe Vladimir Poutine est organisée à Genève[8].

## Art, culture et religion

### Religion
- 1659 : François de Montmorency-Laval débarque à Québec nouvellement nommé vicaire apostolique de la Nouvelle-France.
- 1846 : élection du pape Pie IX.
- 1871 : fondation à New York de la société maçonnique nord-américaine des Shriners[9].
- 1875 : l'archevêque de Paris et cardinal Guibert pose la première pierre de la basilique du Sacré-Cœur de Montmartre.

### Cinéma
- 1960 : lancement aux États-Unis du film américain Psychose d'Alfred Hitchcock.
- 1978 : lancement à New York du film américain Grease avec John Travolta (nouvelle star disco depuis La Fièvre du samedi soir) dans le rôle Danny Olivia Newton-John qui interprète Sandy.
- 1989 : lancement aux États-Unis du film américain SOS Fantômes 2.
- 1995 : lancement aux États-Unis du film américain Batman Forever.

### Littérature
- 1904 : Le 16 juin 1904 est le jour choisi par James Joyce pour situer l'action de son roman Ulysse.

## Sciences et techniques

### Espace
- 1961 : lancement du satellite de reconnaissance « Discoverer 25 (en) » par la National Aeronautics and Space Administration (NASA).
- 1963 : la Russe (Soviétique) Valentina Terechkova, âgée de 26 ans, devient la première astronaute (cosmonaute) féminine, en Vostok 6.
- 2000 : la sonde Mars Global Surveyor, en orbite autour de la planète Mars, transmet des photos de ravins martiens creusés par des coulées de boue, provenant de ce qui pourrait être des sources d'eau enfouies sous la surface de la planète rouge.[réf. nécessaire]
- 2012 :
  - la Chine réussit le lancement de Shenzhou 9 avec à son bord trois astronautes (taïkonautes) dont Liu Yang, première femme chinoise à aller dans l'espace. Il doit rejoindre la station spatiale Tiangong 1.
  - la navette spatiale Boeing X-37 automatisée de la United States Air Force retourne sur Terre après une mission en orbite de 469 jours.

## Économie et société
- 2016 : ouverture de Shanghai Disneyland.
- 2023 :
  - en France, un séisme de magnitude 5,3 a lieu en Charente-Maritime, et est ressenti dans une grande partie de l'Ouest du pays[10].
  - en Ouganda, une attaque dans une école à Mpondwe fait 41 morts et 8 blessés.
- 2024 : en Suisse, fin de la Conférence de haut niveau sur la paix en Ukraine au Bürgenstock Resort[11]

## Naissances

### XIIesiècle
- 1139 : Konoe (近衛天皇), 76e empereur du Japon de 1142 à sa mort († 22 août 1155).

### XIVesiècle
- 1313 : Boccace, écrivain florentin du trecento († 21 décembre 1375).

### XVesiècle
- 1404 : Murad II, sultan ottoman († 3 février 1451).

### XVIesiècle
- 1583 : Axel Oxenstierna, haut chancelier de Suède de 1612 à 1654 († 28 août 1654).

### XVIIesiècle
- 1612 : Murad IV (مراد رابع : Murād-ı Rābi), sultan de l'Empire ottoman de 1623 à 1640 († 9 février 1640).
- 1633 : Jean de Thévenot, explorateur français († 28 novembre 1667).

### XIXesiècle
- 1801 : Julius Plücker, mathématicien et physicien allemand († 22 mai 1868).
- 1826 : Constantin von Ettingshausen, géologue autrichien († 1er février 1897).
- 1829 : Geronimo, chef apache résistant aux envahisseurs européens des « Amériques » († 17 février 1909).
- 1847 : Paul Alexis, romancier, auteur dramatique et critique d'art français († 28 juillet 1901).
- 1848 : François-Marie de la Croix, fondateur de la Société du Divin Sauveur († 8 septembre 1918).
- 1874 : Arthur Meighen, homme d’État canadien, Premier ministre du Canada de juin à septembre 1926 († 5 août 1960).
- 1876 : Raymond Desvarreux-Larpenteur, peintre français († 17 décembre 1961).
- 1880 : Alice Bailey, femme de lettres britannique († 15 décembre 1949).
- 1890 : Stan Laurel, humoriste et acteur duettiste britannique actif aux U.S.A. († 23 février 1965).
- 1898 : 
  - Leonard Percival Howell, joueur de cricket jamaïcain († 12 février 1981).
  - Werner Renfer, poète, écrivain et journaliste suisse († 27 mars 1936).
- 1899 : Bronislaw Kaminski, criminel de guerre biélorusse puis soviétique († 28 août 1944).

### XXesiècle
- 1902 : Clarence Edward Beeby, pédagogue et diplomate néo-zélandais († 10 mars 1998).
- 1904 : Frederick Campion Steward, botaniste britannique († 13 septembre 1993).
- 1907 : 
  - Jack Albertson, acteur américain († 25 novembre 1981).
  - Helvi Hämäläinen, écrivaine finlandaise († 17 janvier 1998).
- 1912 :
  - Albert Chartier, dessinateur québécois de bande dessinée († 21 février 2004).
  - Enoch Powell, homme politique britannique († 8 février 1998).
- 1914 : Colette Maze, pianiste française. († 19 novembre 2023).
- 1917 : Katharine Graham, gestionnaire de presse américaine, directrice du quotidien The Washington Post († 17 juillet 2001).
- 1920 :
  - Raymond Lemieux, chimiste canadien († 22 juillet 2000).
  - José López Portillo, homme d’État mexicain, président du Mexique de 1976 à 1982 († 17 février 2004).
- 1921 : Anne-Lise Stern, psychanalyste française d'origine allemande († 6 mai 2013).
- 1922 : John Mahnken, basketteur américain († 14 décembre 2000).
- 1923 : Marc Cassot, acteur français († 21 janvier 2016).
- 1925 : 
  - André Francis, animateur de radio et de télévision, chroniqueur de jazz, producteur et organisateur français de festivals († 12 février 2019).
  - Jean d'Ormesson, écrivain et académicien français († 5 décembre 2017).
- 1928 : 
  - Annie Cordy, chanteuse comique, actrice et scénariste belge († 4 septembre 2020).
  - John Cuneo, skipper australien, champion olympique († 2 juin 2020).
- 1929 : Chicuelo II (Manuel Jiménez Díaz dit), matador espagnol († 21 janvier 1960).
- 1930 : Gérard Zwang, chirurgien-urologue et sexologue français.
- 1934 :
  - Fernand Foisy, syndicaliste et auteur québécois († 1er septembre 2018).
  - Roger Neilson, entraîneur de hockey sur glace canadien († 21 juin 2003).
- 1935 : Jim Dine, peintre, sculpteur et graveur américain.
- 1936 : Anthony Olubunmi Okogie, prélat nigérian.
- 1937 :
  - Margarita Ivanovna Filanovich, historienne et archéologue ouzbèke.
  - Siméon II (Siméon Sakskoburggotski / Симеон Сакскобургготски dit), tsar des Bulgares de 1943 à 1946 puis premier ministre de Bulgarie de 2001 à 2005.
  - Erich Segal, acteur et scénariste américain († 17 janvier 2010).
- 1938 : 
  - Torgny Lindgren, écrivain suédois († 16 mars 2017).
  - Joyce Carol Oates, romancière américaine.
- 1940 : Taylor Wang, astronaute américain.
- 1941 : 
  - Lamont Dozier, compositeur et réalisateur artistique américain. († 8 août 2022).
  - Georges Vigarello, historien français.
- 1942 : 
  - Giacomo Agostini, pilote de vitesse moto italien.
  - Eddie Levert (en), chanteur américain du groupe The O'Jays.
  - Robert Poirier, athlète français, spécialiste du 400 mètres haies.
- 1944 : 
  - Annie Famose, skieuse française.
  - Henri Richelet, peintre français († 18 mars 2020).
- 1945 :
  - Roger Menetrey, boxeur français.
  - Lucienne Robillard, femme politique canadienne.
- 1946 :
  - Christian Blachas, journaliste « publicitaire », écrivain, chef d'entreprise et producteur de télévision français († 5 février 2012).
  - Bernard Friot, sociologue français.
  - Tom Harrell, trompettiste et compositeur de jazz américain.
  - Derek Sanderson, joueur de hockey sur glace canadien.
- 1947 :
  - -minu (Hans-Peter Hammel dit [minou]), auteur et chroniqueur suisse.
  - Danielle Ouimet, actrice et animatrice québécoise.
- 1948 :
  - Ron LeFlore, joueur de baseball américain.
  - Suely Rolnik, psychanalyste, psychothérapeute et critique d'art brésilienne.
- 1949 : 
  - Jairo (Mario Rubén Marito González Pierotti dit), chanteur argentin un temps actif en France.
  - Paulo César Lima, footballeur brésilien.
- 1950 : Alain Gillot-Pétré, présentateur de télévision français spécialement en météo († 31 décembre 1999).
- 1951 : Roberto Duran, boxeur panaméen.
- 1952 :
  - Geórgios Papandréou (Γιώργος Παπανδρέου), homme politique grec, premier ministre de 2009 à 2011.
  - Gino Vannelli, chanteur et auteur-compositeur canadien.
- 1954 :
  - Jeffrey S. Ashby, astronaute américain.
  - Willy Stähle, skieuse nautique néerlandaise († 27 août 2015).
- 1955 : Lilit Pipoyan, musicienne arménienne.
- 1956 :
  - Mariam Brahim, médecin tchadienne.
  - George Eddy, journaliste sportif franco-américain.
- 1957 :
  - Clio Goldsmith, actrice britannique.
  - Raymond Pettibon, artiste américain.
- 1959 : David Assouline, homme politique français.
- 1961 :
  - Patrice Lair, joueur et entraîneur de football français.
  - Steve Larmer, joueur de hockey sur glace canadien.
  - Petru Iosub, rameur d'aviron roumain, champion olympique.
- 1962 : Arnold Vosloo, acteur américain.
- 1963 :
  - Nina Petri, actrice allemande.
  - El Texano (David Renk dit), matador américain.
  - Jacob Muricken, prelat catholique indien
- 1966 : 
  - Mark Occhilupo, surfeur professionnel australien.
  - Olivier Roumat, joueur de rugby à XV français.
  - Jan Železný, athlète tchèque, triple champion olympique du lancer du javelot.
  - Randy Barnes, athlète américain, champion olympique du lancer du poids.
- 1968 :
  - Jan Tomasz Adamus, chef d'orchestre et musicien polonais.
  - Mokona Apapa, mangaka japonaise.
  - Olivier Truchot, journaliste français de débats radiophoniques et télévisés.
- 1969 : Bénabar (Bruno Nicolini dit), chanteur français.
- 1970 : Phil Mickelson, golfeur américain.
- 1971 : Tupac Shakur, chanteur américain († 13 septembre 1996).
- 1973 : 
  - Thomas Dutronc, musicien et chanteur français.
  - Joël Bêty, biologiste et écologiste canadien, spécialiste de la migration des oiseaux
- 1974 : Alexandre Astier, homme de télévision et de cinéma français.
- 1975 : Guillaume Veillet, journaliste français.
- 1978 :
  - Chris Marques, danseur de salon, chorégraphe franco-portugais devenu télévisé.
  - Dainius Zubrus, joueur de hockey sur glace lituanien.
  - Daniel Brühl, acteur germano-espagnol (catalan).
- 1979 : Emmanuel Moire, chanteur français.
- 1980 :
  - Brandon Armstrong, basketteur américain.
  - Justine Fraioli, actrice, journaliste et animatrice de télévision française.
  - Jonathan Cohen, acteur français.
- 1981 : Sébastien Roudet, footballeur français.
- 1984 : Rick Nash, joueur de hockey sur glace canadien.
- 1986 :
  - Chems Dahmani, acteur français.
  - Rafael Hettsheimeir, basketteur brésilien.
  - Rodrigo Mancha, footballeur brésilien.
- 1987 :
  - Gary Florimont, basketteur français.
  - Maxime Landry, chanteur québécois.
  - Per Ciljan Skjelbred, footballeur norvégien.
- 1988 :
  - Keshia Chante, chanteuse et mannequin canadien.
  - Thierry Neuville, pilote belge de rallye automobile.
- 1991 : Joe McElderry, chanteur britannique.
- 1993 : Alex Len, joueur de basket-ball lituanien.
- 1997 : Jean-Kévin Augustin, footballeur français.
- 2000 : Bianca Andreescu, joueuse de tennis canadienne.

## Décès

### Xesiècle
- 956 : Hugues le Grand, comte de Paris, marquis de Neustrie de 923 à sa mort puis duc des Francs à partir de 936, comte d'Auxerre à partir de 954, fils de Robert Ier décédé un 15 juin et père de Hugues Capet (° c. 898).

### XIVesiècle
- 1381 : Siemovit III (Siemowit Mazowiecki), duc de Mazovie (° 1313).
- 1397 : Philippe d'Artois, comte d'Eu, pair et connétable de France (° 1358).

### XVesiècle
- 1468 : Jean le Fevre de Saint Remy, chroniqueur français (° 1395).

### XVIIesiècle
- 1671 : Stepan Timofeïevitch « Stenka » Razine (Степан « Стенька » Тимофеевич Разин), chef rebelle cosaque (° 1630).
- 1687 : François Honorat de Beauvilliers, militaire français (° 30 octobre 1607).

### XVIIIesiècle
- 1707 : Marie de Nemours, princesse de Neuchâtel (° 1625).
- 1722 : John Churchill, militaire et homme politique britannique (° 26 mai 1650).
- 1742 : Louise-Élisabeth d'Orléans, reine d'Espagne, épouse du roi Louis Ier d'Espagne (° 11 décembre 1709).
- 1752 : Joseph Butler, théologien britannique (° 18 mai 1692).
- 1777 : Jean-Baptiste Gresset, poète et dramaturge français (° 29 août 1709).

### XIXesiècle
- 1812 : Franz Pforr, peintre allemand (° 5 avril 1788).
- 1866 : Joseph Méry, homme de lettres français (° 21 janvier 1797).
- 1869 : Charles Sturt explorateur britannique (° 28 avril 1795).
- 1886 :
  - Édouard Cunitz, théologien français (° 29 août 1812).
  - Peter Joseph Elvenich, théologien allemand (° 29 janvier 1796).
  - Alexander Stuart, homme politique britannique (° 21 mars 1824).
- 1899 : Guillaume-Marie-Romain Sourrieu, prélat français (° 27 février 1825).

### XXesiècle
- 1939 : Chick Webb, musicien américain (° 10 février 1909).
- 1940 : Dubose Heyward, écrivain américain (° 31 août 1885).
- 1944 : Marc Bloch, historien et résistant français (° 6 juillet 1886).
- 1945 : Nikolaï Berzarine (Николай Эрастович Берзарин), général soviétique, premier commandant de la ville de Berlin (° 1er avril 1904).
- 1947 : Jean Capart, égyptologue belge (° 21 février 1877).
- 1948 : Marcel Brillouin, mathématicien et physicien français (° 19 décembre 1854).
- 1954 : Paul Welsch, peintre français (° 26 juillet 1889).
- 1955 : Ozias Leduc, peintre québécois (° 8 octobre 1864).
- 1958 : Imre Nagy, homme d’État hongrois, Premier ministre de la Hongrie de 1953 à 1955 (° 7 juin 1896).
- 1959 : George Reeves, acteur américain (° 5 janvier 1914).
- 1967 : Reginald Denny, acteur américain (° 20 novembre 1891).
- 1969 : Harold Alexander, maréchal et homme politique britannique, gouverneur général du Canada de 1946 à 1952 (° 10 décembre 1891).
- 1970 : 
  - Sydney Chapman, mathématicien et physicien britannique (° 29 janvier 1888).
  - Elsa Triolet, femme de lettres française, épouse de Louis Aragon (° 12 septembre 1896).
- 1977 : Werner von Braun, ingénieur allemand (° 23 mars 1912).
- 1978 : Edward Harrison Taylor, herpétologiste américain (° 23 avril 1889).
- 1979 : Nicholas Ray, réalisateur américain (° 7 août 1911).
- 1982 : James Honeyman-Scott (en), guitariste et compositeur anglais du groupe The Pretenders (° 4 novembre 1956).
- 1986 : Maurice Duruflé, musicien français (° 11 janvier 1902).
- 1990 : Alphonse Dupront, historien français (° 26 décembre 1905).
- 1994 :
  - Jacques Chabannes, producteur et réalisateur de télévision français (° 13 octobre 1900).
  - Bernard Moitessier, navigateur et écrivain français (° 10 avril 1925).
- 1996 :
  - Mel Allen, journaliste sportif américain (° 14 février 1913).
  - Élie Castor, homme politique français (° 28 avril 1943).
  - Jean Gimpel, historien médiéviste français (° 10 octobre 1918).
  - David Mourão-Ferreira, poète et écrivain portugais (° 24 février 1927).
  - Adriano Vignoli, cycliste sur route italien (° 11 décembre 1907).
- 1997 : 
  - Rolf Ericson, trompettiste de jazz suédois (° 29 août 1922).
  - Gaston Mandeville, auteur-compositeur-interprète québécois (° 23 novembre 1956).
- 1998 :
  - Keith Newton, footballeur anglais (° 23 juin 1941).
  - Fred Wacker, pilote automobile américain (° 10 juillet 1918).
- 1999 :
  - Lennart Geijer, homme politique suédois  (° 14 septembre 1909).
  - Screaming Lord Sutch, musicien et homme politique britannique (° 10 novembre 1940).
- 2000 : Kōjun (香淳 皇后), impératrice douairière du Japon, veuve de l'empereur Showa (° 6 mars 1903).

### XXIesiècle
- 2001 : Janine Crispin, actrice française, ex-pensionnaire de la Comédie-Française (° 25 juin 1911).
- 2002 : Barbara Goalen, mannequin britannique (° 1er janvier 1921).
- 2003 : Pierre Bourgault, homme politique canadien (° 23 janvier 1934).
- 2004 : Jacques Miquelon, homme politique québécois (° 4 octobre 1911).
- 2008 : 
  - Henri Labussière, acteur et comédien de doublage français, une VF fameuse du professeur Tournesol ou du druide Panoramix animés (° 20 mars 1921).
  - Mario Rigoni Stern, écrivain italien (° 1er novembre 1921).
- 2010 :
  - Maureen Forrester, contralto canadienne (° 25 juillet 1930).
  - Ronald Neame, réalisateur britannique (° 23 avril 1911).
- 2012 :
  - Enrica Beltrame Quattrocchi, infirmière et bénévole italienne, vénérable catholique (° 6 avril 1914).
  - Thierry Roland, journaliste sportif français (° 4 août 1937).
- 2013 : Hans Hass, biologiste, cinéaste et plongeur autrichien (° 23 janvier 1919).
- 2014 : Tony Gwynn, joueur de baseball professionnel américain (° 9 mai 1960).
- 2015 : Jean Vautrin, en littérature (Jean Herman au cinéma, dit), écrivain, réalisateur, scénariste et dialoguiste français (° 17 mai 1933).
- 2016 :
  - Jo Cox, femme politique britannique (° 22 juin 1974).
  - Hans Lipschis, militaire allemand (° 7 novembre 1919).
  - Luděk Macela, footballeur tchécoslovaque puis tchèque (° 3 octobre 1950).
- 2017 :
  - John G. Avildsen, réalisateur américain (° 21 décembre 1935).
  - Régis Boyer, linguiste et traducteur français (° 25 juin 1932).
  - Christian Cabrol, chirurgien cardiaque et homme politique français (° 16 septembre 1925).
  - Stephen Furst, acteur américain (° 8 mai 1950).
  - Helmut Kohl, homme d’État allemand, chancelier fédéral allemand de 1982 à 1998 (° 3 avril 1930).
  - Maurice Mességué, herboriste et écrivain français (° 14 décembre 1921).
  - Ren Rong, homme politique chinois (° 10 septembre 1917).
- 2018 :
  - Martin Bregman, producteur de cinéma américain (° 18 mai 1926).
  - Syd Nomis, joueur de rugby à XV sud-africain (° 15 novembre 1941).
  - Don Ritchie, athlète d'ultrafond britannique (° 6 juillet 1944).
  - Guennadi Rojdestvenski, chef d'orchestre soviétique puis russe (° 4 mai 1931).
  - Paulette Wright, chanteuse franco-britannique (° 10 juillet 1989).
- 2019 : Zappy Max (Max(ime) Doucet dit), animateur radiophonique français (° 23 juin 1921).
- 2020 : Patrick Poivey, comédien français de doublage vocal (° 18 février 1948).
- 2021 : Marc Goblet, syndicaliste et homme politique belge (° 6 juin 1957).
- 2022 :
  - Steinar Amundsen, kayakiste norvégien (° 4 juillet 1945).
  - Tony Bosković, arbitre de football yougoslave et australien (° 27 janvier 1933).
  - Maria Lúcia Dahl, actrice brésilienne (° 20 juillet 1941).
- 2023 :
  - Nicola De Angelis, prélat de l'Église catholique italien (° 23 janvier 1939).
  - Peter Dickinson, compositeur et musicologue britannique (° 15 novembre 1934).
  - Daniel Ellsberg, officier, analyste militaire, militant politique, soldat de carrière, lanceur d'alerte, écrivain, militant pour la paix, économiste, journaliste d'opinion américain (° 7 avril 1931).
  - Ben Helfgott, haltérophile britannique (° 22 novembre 1929).
  - Gino Mäder, coureur cycliste suisse (° 4 janvier 1997).
  - Artur Aldomà Puig, dessinateur, peintre et sculpteur espagnol (° 11 mars 1935).
  - Alfredo Rojas, footballeur international argentin (° 20 février 1937).
  - Esteban Volkov, chimiste mexicain (° 7 mars 1926).
  - Paxton Whitehead, acteur britannique (° 17 octobre 1937).
- 2024 :
  - Paul Chemetov, architecte et urbaniste français (° 6 septembre 1928).
  - Chen Zhenggao, homme politique chinois (° mars 1952).
  - Jodie Devos, artiste lyrique (soprano) belge (° 10 octobre 1988).
  - Barbara Gladstone, galeriste et marchande d'art américaine (° 1934).
  - Koldobika Jauregi, sculpteur espagnol (° 11 octobre 1959).
  - Robert Schul, athlète de demi-fond américain (° 28 septembre 1937).
  - Aloyse Warhouver, enseignant et homme politique français (° 26 février 1930).
  - Étienne Willem, auteur de bande dessinée belge (° 11 septembre 1972).

## Célébrations

### Internationale
Journée de l’enfant africain depuis 1991 (UNICEF et Union africaine).

### Nationales
- Afrique du Sud (Union africaine) : youth day / « journée de la jeunesse » commémorant les émeutes de Soweto en 1976 ci-avant[13] (voir aussi les 12 mars en Zambie, 14 avril en Angola, les deux toujours dans l' Union africaine, et jusque vers le 12 août dans d'autres pays du monde, entre juin "mois de la jeunesse", ONU, voire JMJ ou mois du sacré-cœur dans le catholicisme).
- Irlande (Union européenne à zone euro) : bloomsday fêté par des admirateurs de James Joyce.
- Sussex (Angleterre, Grande-Bretagne, Royaume-Uni / RU-GB-I avec l'Irlande du nord-, Europe) : Sussex day / « jour du Sussex »[14].

### Religieuses
- Sikhisme : martyr du 5e gourou Gurû Arjan[15].
- Christianisme : station dans la fondation de Bassa du lectionnaire de Jérusalem, commémoration d'une déposition de reliques du prophète Isaïe avec lectures dudit Is. 6, 1(-10) ; mais encore des Ro. 15, 1-13 ; Lc. 4, 14-22 ; l'ensemble avec Isaïe pour mot commun (comme le 3 juin par exemple).

### Saints des Églises chrétiennes

#### Saints catholiques et orthodoxes du jour
Référencés ci-après in fine, :
- Aline de Dilbeek († vers 640), vierge et martyre en Belgique ; fêtée le 19 juin en Orient.
- Aurée († 451), évêque de Mayence en Rhénanie, avec Justine sa sœur et leurs compagnons, martyrisés.
- Aurélien d'Arles († 551), archevêque.
- Berthauld (VIe siècle), moine irlandais devenu ermite dans le Porcien.
- Ceccard de Luni (IXe siècle) -ou « Ceccardo di Luni » ou « Cécard »-, évêque de Luni et Serzano, martyr, patron de Carrare.
- Cyr († 304) -ou « Kérikos »-, enfant de cinq ans, avec Julitte sa mère, martyrs à Tarse pendant la persécution de Dioclétien.
- Ferréol de Besançon († 212), prêtre, avec Ferjeux, diacre, originaires d'Asie mineure, évangélisateurs de la Franche-Comté et martyrs.
- Ilpide († vers 257), martyr à Mende en Gévaudan durant la persécution de Valérien.
- Ismaël (VIe siècle), disciple de saint Teilo, évêque dans le pays de Galles.
- Similien († vers 310), -ou « Similianus », « Samblin » ou « Semblin »-, troisième évêque de Nantes en Bretagne.
- Tychon († 425 ou 450) -ou « Tykon »-, évêque d'Amathonte à Chypre.
- Vorles († 591) -ou « Véroul »-, curé à Marcenay près de Châtillon-sur-Seine.

#### Saints et bienheureux catholiques du jour
référencés ci-après :
- Antoine-Constant Auriel († 1794), bienheureux prêtre français et martyr.
- Bennon († 1106), évêque de Meissen, originaire de Hildesheim, qui aurait évangélisé des Slaves.
- Jean-François Régis († 1640), prêtre jésuite français, apôtre du Vivarais.
- Dominique Nguyen et ses compagnons († 1862), laïcs vietnamiens et martyrs.
- Donizetti Tavares de Lima († 1961), bienheureux prêtre brésilien.
- Lutgarde († 1246), moniale cistercienne à l'abbaye d'Aywiers sur le territoire de Lasne en Brabant wallon.
- Marie Thérèse Scherer († 1888), bienheureuse religieuse suisse cofondatrice des Sœurs de la Charité de la Sainte-Croix à Ingenbohl.
- Thomas Reding († 1537), bienheureux, moine de la Chartreuse de la ville, martyr à Londres sous Henri VIII d'Angleterre.

#### Saints orthodoxes
Outre les saints œcuméniques voire pré-schismatiques ci-avant, aux dates parfois "juliennes" / orientales) ...
- Tykhon († 1492), ermite dans un tronc d'arbre puis fondateur de monastère dans la province de Kalouga en Russie.

### Prénoms du jour
Bonne fête aux Régis et ses variants : François-Régis, Jean-François, Jef, Jeff (voir 4 octobre, 3 décembre, 24 janvier, etc. ?) ; Régine, Régina, Regina, Reine, Réj(e)ane, Rex (?), etc. (voir les 12 août, 7 septembre ?), etc.
Et également aux :
- Aurélien et ses variantes masculines : Aurélian ; et féminines : Aureliana, Auréliane, Aurélianne et Aurélienne.
- Aux Cyr et ses variantes masculines : Cyrian et Cyrien ; et leurs formes féminines : Cyria, Cyriane, Cyrianne et Cyrienne (voir aussi les 18 mars).
- Aux Ferréol, Fargeau, etc.
- Ismaël et ses variantes masculines : Ismaïl, Smaïl, Smaïle, Smaïn et Smaïne ; et féminines :  Ismaëlle, Ismaëlla, Isamela, Ismaelya.
- Aux Nin (en breton aussi, cf. 4 juin voire la veille 15), sinon aux Anaïs.
- Aux Similian et ses variantes peut-être moins bretonnes : Similien, Similienne, etc.
- Aux Vorles.

## Traditions et superstitions

### Dictons
- « À la Saint-Régis, j'lui ai touché (frôlé) la cuisse, vivement les saintes (Agnès [21 janvier], et) Agathe [5 février]. »[18].
- « Pluie de Saint-Aurélien, belle avoine et mauvais foin. »[19]
- « Pluie de Saint-Aurélien va durer jusqu’à la fin. »[20]
- « Pluie de Saint-Cyr, fait le vin enchérir. »[19] (dicton de la Beauce).
- « Pluie de Saint-Ferréol, ne rend pas meilleur l’auriol. »[19] (l'auriol est un mot patois désignant la châtaigne).
- « S’il pleut le jour de Saint-Cyr, le vin diminue jusqu’à la tire. »[19]
- « Si le jour de Saint-Fargeau, la lune se fait dans l’eau, le reste du mois est beau. »[19]
- « S’il pleut à la Saint-François-Régis, le vin diminue jusqu’à la lie. »[21]

### Astrologie
Signe du zodiaque : 26e jour du signe astrologique des Gémeaux.

## Toponymie
Le nom de nombreuses voies, places, sites et édifices de pays ou régions francophones contiennent cette date sous différentes graphies : voir Seize-Juin .